# Allocosa palabunda
Allocosa palabunda là một loài nhện trong họ wolfspinnen (Lycosidae).
Loài này thuộc chi Allocosa. Allocosa palabunda được Ludwig Carl Christian Koch miêu tả năm 1877.